# 허리케인 이사벨

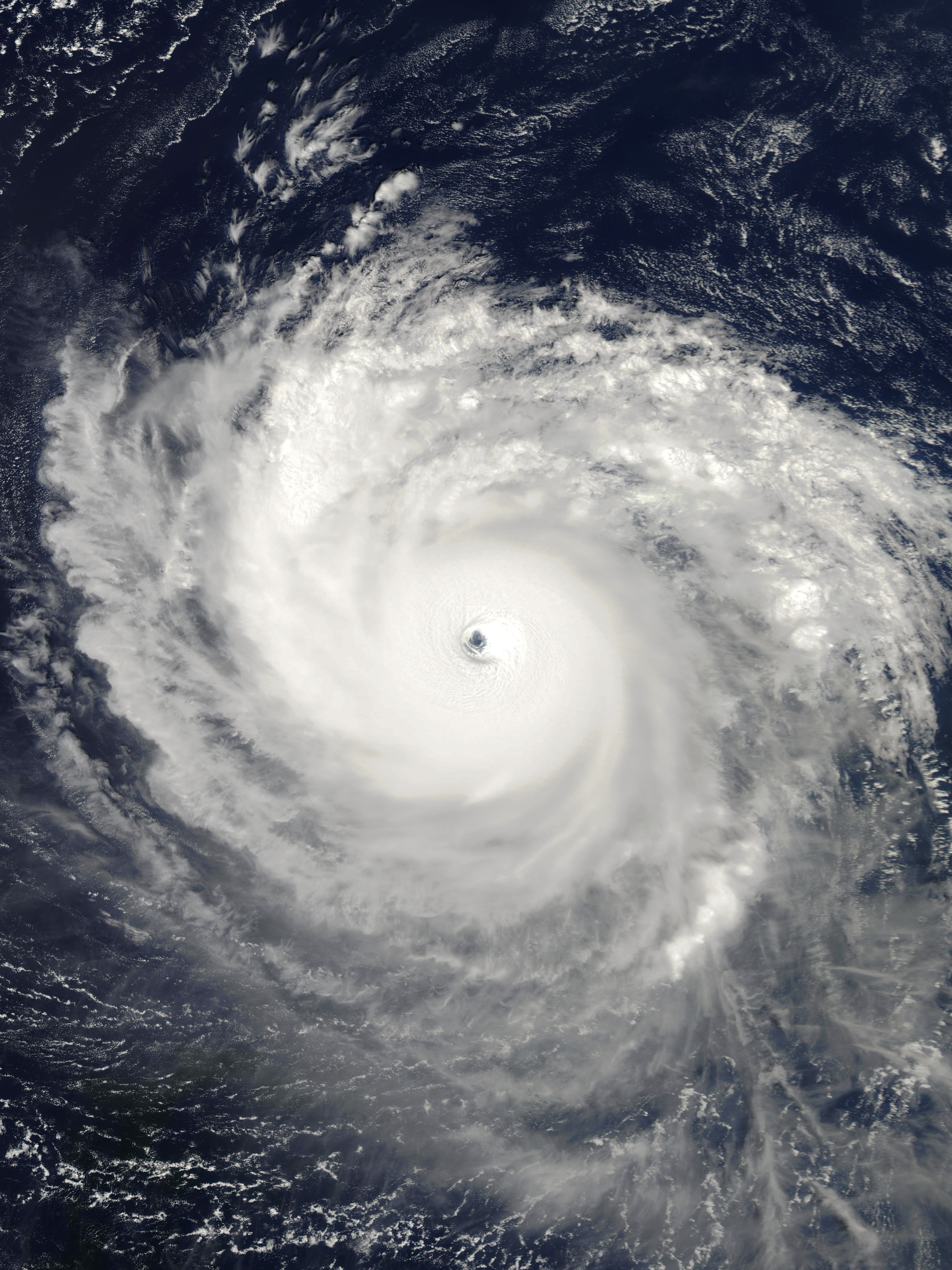

허리케인 이사벨(Hurricane Isabel)은 2003년 9월 미국 동해안을 강타한 5등급 대서양 허리케인이었다. 9번째 명명된 폭풍이자 5번째 허리케인이며 이번 시즌 두 번째 주요 허리케인인 이사벨은 9월 6일 열대파에서 대서양 동부에서 형성되었다. 가벼운 바람 전단과 따뜻한 물이 있는 지역을 통과하여 북서쪽으로 이동하면서 강화되었다. 이사벨은 9월 11일에 최대 풍속 165mph(266km/h)에 도달했다. 4일 동안 강도가 변동한 후 이사벨은 점차 약화되어 9월 18일에 105mph(169km/h)의 바람으로 노스캐롤라이나주의 아우터뱅크스에 상륙했다. 이는 사피어-심슨 허리케인 등급 2등급이다. 이사벨은 육지에서 빠르게 약화되었고 다음 날 펜실베이니아 서부에서 온대기후가 되었다. 9월 20일, 이사벨의 온대기류 잔해는 캐나다 동부 상공의 다른 시스템에 흡수되었다.
노스캐롤라이나에서는 이사벨에서 발생한 폭풍 해일이 해터러스 섬의 일부를 휩쓸어 비공식적으로 이사벨 인렛(Isabel Inlet)으로 알려진 지역을 형성했다. 피해는 아우터 뱅크스(Outer Banks) 지역에서 가장 컸으며, 수천 채의 가옥이 파손되거나 파괴되기도 했다. 이사벨의 피해는 버지니아, 특히 햄튼 로드 지역과 리치먼드, 볼티모어와 같은 서쪽과 북쪽의 강변 지역에서 가장 심각했다. 버지니아는 허리케인으로 인한 사망자와 피해가 가장 많았다. 피해의 약 64%, 사망자의 69%는 노스캐롤라이나와 버지니아에서 발생했다. 버지니아 일부 지역에서는 며칠 동안 정전이 발생했고, 일부 시골 지역은 몇 주 동안 정전이 발생했으며, 지역 홍수로 인해 수천 달러의 피해가 발생했다.
대서양 연안과 웨스트버지니아주 내륙까지 중간 정도에서 심각한 피해가 발생했다. 이사벨의 강풍으로 인해 미국 동부에서 약 600만 명이 정전 피해를 입었다. 허리케인으로 인한 강우량은 사우스캐롤라이나주에서 메인주까지, 그리고 서쪽으로는 미시간주까지 이어졌다. 이사벨의 이동 경로 전체에 걸쳐 총 피해액은 약 36억 달러(2003년 미화)에 달했다. 미국 7개 주에서 16명이 허리케인과 직접 관련이 있었고, 6개 주와 캐나다 1개 주에서 35명이 허리케인과 간접적으로 관련이 있었다.

## 같이 보기
- 허리케인 아이린
- 허리케인 어마
- 허리케인 샌디
- 허리케인 플로렌스